# クライマックスランダーズ
クライマックスランダーズ（Climax Landers、英題: Time Stalkers）は、クライマックスが開発したドリームキャスト用ゲームソフト。

## 概要
ファンタジックな土地や現代の商店街、未来の宇宙船など様々な世界の一部が集められた世界を舞台とし、その世界に巻き込まれた主人公たちがそれぞれの世界に戻るためにマスターと呼ばれる老人の指示に従い冒険する。クライマックスがそれまでに手がけたゲームのキャラクターが登場する同社の集大成的な作品となっている。キャラクターデザインは玉木美孝。
自動生成型のダンジョンRPGであり、空腹度の存在などローグライクゲームを基本としたシステムを持つが、マス目を移動するような方式にはなっておらず、マップ内を自由に動き回れる。戦闘はターン制。シンボルエンカウントにより発生する。戦闘中にモンスターを捕獲でき、捕獲したモンスターは仲間として最大2体まで戦闘に参加させられる。

## 登場キャラクター
ソード
職業は剣士。本作品の主人公。放浪の旅の途中、黒騎士と呼ばれる敵と戦っており、黒騎士が逃げ込んだ時計塔に置いてあった本を開いたことでこの世界に時計塔ごと飛ばされてきた。
ライル
エルフのトレジャーハンター。フライデーという小悪魔を従えている。元の世界では遺跡を探検中であり、遺跡にあった本を開いたことでこの世界にやってきた。
同社の手がけた作品である『ランドストーカー 〜皇帝の財宝〜』の主人公。
ラオ
半人間、半ライオン（リオリング）の戦士。ファントムゾーンと呼ばれる領域に巣食う冥界の王の打倒を悲願としている。
マーリン
エルフの魔法使い。元の世界で魔法書を探していたときにこの世界に飛ばされてきた。
『シャイニング&ザ・ダクネス』に登場するキャラクター。
レディ
名家のお嬢様であるがわがままな性格。鞭や足につける拍車などを武器にして戦う。元の世界でトラブルを起こしており、その最中でこの世界に飛ばされてきた。
同社作品である『レディストーカー 〜過去からの挑戦〜』の主人公。
マリオン
感情はないが知識欲にあふれる動く人形。

## ビジュアルメモリを利用したミニゲーム
本作品にはドリームキャストの周辺機器であるビジュアルメモリにダウンロードして遊ぶことのできるミニゲームが多数収録されている。これらは最初から遊べるわけではなく、ゲーム内で手に入れる必要がある。一部のミニゲームではトークンと呼ばれるゲーム内通貨が入手でき、ゲーム本編の通貨に換金したり、アイテムと交換できる。
つゆだくIV
地下99階まである3Dダンジョン方式のロールプレイングゲーム。敵を倒して得られるスコアに応じてトークンを入手できる。
ヨーグルトの大冒険
クライマックスの手がけたゲームに登場するマスコットキャラクター「ヨーグルト」を主人公としたミニゲーム。ヨーグルトに指示を与え、その行動を見守る「何のヨーグルト」と指示を達成することで個性的なヨーグルトが住人として登録される「ヨーグルトマンション」の2つのモードが存在する。
ひまつぶしパック
ミニゲームを詰め合わせたミニゲーム。にわとりを捕まえ柵の中に入れた数がスコアとなる「にわとりつかみ鳥」。もぐら叩きゲームの「もぐらがくる!!」。コンピュータ相手のほか、2台のビジュアルメモリを接続することで人との対戦も可能なジャンケンゲーム「最も危険なジャンケン」。トークンを利用したスロットマシンゲーム「Super Exotic Slot Machine」の4種類のミニゲームが収録されている。
とっぱらい DE しょくない
ゲーム内で仲間にしたモンスターをビジュアルメモリに転送し、様々な仕事を行わせるミニゲーム。仕事の内容によって成功時に入手できる報酬トークンや入手にかかる時間、仕事失敗時のペナルティが異なるほか、転送したモンスターの種族による仕事の得手不得手がある。仕事を行ったモンスターはゲーム本編の経験値を入手することができ、忠誠度などの一部のパラメータも変化する。
豊かな人生パック
ラッキーナンバーやラッキーカラーなどを表示する占いツール「占いのゆかた」。名前や電話番号などを登録できるアドレス帳の機能を備えた「炎の電話帳」。ドットを置いていくことでビジュアルメモリで絵を描くことのできる「絶頂エディタ」の3種類の機能をまとめたもの。ミニゲームというよりはツールとしての側面が強い。
絶頂エディタで描いた絵はビジュアルメモリのアイコンとして利用できる。
なんわか伝説
ロールプレイングゲーム。いくつかの街やダンジョンに加え、ストーリーが設定されており、ビジュアルメモリで動作するミニゲームとしてはボリュームのある内容となっている。このミニゲームを入手するにはゲーム本編をクリアする必要がある。